# Les Petits Matins
Pour l’article homonyme, voir Les Petits matins (maison d'édition).
Pour plus de détails, voir Fiche technique et Distribution.
Les Petits Matins (ou Mademoiselle Stop) est un film français de Jacqueline Audry, sorti en 1962.

## Synopsis
Une ingénue, quoique téméraire et quelque peu menteuse, gagne à un concours de beauté un séjour dans une station balnéaire de Belgique. On est en septembre et il pleut, c'est pourquoi elle décide de partir à l'aventure vers la Côte d'Azur, sur la suggestion d'un journaliste (Darry Cowl). Sans autre viatique que son audace et son inconscience, elle voyagera en auto-stop, passant au hasard des véhicules d'un homme à un autre, jeune ou âgé, galant ou butor, riche ou bohème, espérant peut-être ainsi trouver son Prince Charmant. Un rêve à chaque fois déçu mais qui ne manquera pas de s'accomplir une fois arrivée à bon port.   
Le voyage initiatique d'Agathe (qui conserve le prénom de l'actrice) s'effectuera en douze étapes –et trois petits matins– qui doivent la conduire de la pluie septentrionale vers le soleil méridional.  
1. Inaugurant son cycle aventureux, le "patron" en Bentley, sage et respectueux, la conduit jusqu'à la frontière. Lui qui a toujours rêvé d'une escapade avec une jolie secrétaire, une aventure "qui finira avant d'avoir commencé", il n'en conservera qu' "un parfum".
2. Après avoir été interrogée par un douanier pointilleux (notamment à propos de son âge, 16 ou 18 ans), Agathe trouve place à bord du tacot (dans l'inconfortable coffre ouvert) d'André l'entraîneur et du boxeur amateur Bobby, qui se rendent à Paris pour un combat, tandis qu'un cabriolet Cadillac dont les deux occupants avaient repéré la jeune fille les dépasse et que l'un d'eux lui lance: "Pas de regret ?".
3. Le moteur de l'antiquité sur roues les lâche et Agathe poursuit sa route entre les deux bourgeois en Cadillac qui la suivaient et qui ont préalablement tiré au sort pour savoir à qui le "beau petit lot" reviendrait. Quand ils tombent à leur tour en panne sèche, c'est un André revanchard et moqueur qui la récupère. Salle Wagram où a lieu le combat, Bobby se fait mettre violemment K.O. au premier round, distrait un instant par une apostrophe d'Agathe. À leur sortie, ils sont attendus par les deux bourgeois goguenards qui les ont filé et avec qui ils se querellent, en en venant même aux mains avant de tous se réconcilier autour d'un verre. Plus avant dans la soirée, on retrouve la jeune auto-stoppeuse dans la Cadillac. Le bourgeois le plus âgé se débarrasse du plus jeune et invite Agathe au restaurant "Maxim's". Un peu éméchée à l'issue de ce repas copieux et bien arrosé, elle entend à une table voisine une femme donnant une adresse, "32, rue Victor Hugo". C'est donc cette adresse prestigieuse qu'elle indique au bourgeois à qui elle demande de la raccompagner chez elle, afin de s'en débarrasser. Devant toutes les portes closes de l'immeuble, elle finit par s'endormir sur la banquette d'un corridor.
4. Au petit matin (le premier du film), un homme qui sort de chez lui la trouve et la réveille. Elle prétend avoir perdu ses clés. Il lui dit devoir se rendre à Nice, ce qui représente une aubaine inespérée pour Agathe. C'est seulement à Orly qu'il lui précise qu'il est pilote et la plante devant l'aérogare pour s'envoler. Là, elle tente sans succès de se faire payer un billet par un homme d'affaires radin. (Pierre Brasseur, dans le rôle, prononce la réplique culte: «Ah le turc de famille ! J’aurais dû m’en douter. Depuis Pierre Loti, le turc est devenu d’un usage courant.»)
5. De retour au bord de la Nationale, Agathe est interpellée par un automobiliste à l'arrêt, un acteur de second plan quoiqu'imbu de son talent et se rendant à Fontainebleau où il doit jouer Cyrano. Lui assignant le rôle de Roxane, il lui demande de lui donner la réplique et peut dérouler ainsi les vers de Rostand avec emphase et lui déclarer sa flamme toute théâtrale. Mais leur routes respectives bifurquent et, après un baiser d'adieu, elle poursuit sa randonnée.
6. Assise au bord de la route, elle décline l'invitation insistante d'un malotru en Dauphine noire, bientôt écarté par l'arrivée de Paul en autocar à qui il bloque la route. Elle embarque donc à bord de "Jojo" (le surnom de l'autocar voué à la casse) où elle flirte avec Paul qui l'entraîne au fond du car pour l'embrasser brutalement mais qui reprend bien vite ses esprits et se remet au volant. Une patrouille de deux gendarmes motocyclistes l'oblige à s'arrêter et Paul est sommé de justifier la présence de la jeune fille dans son véhicule. Menacé de retrait de permis, il feint lâchement d'ignorer qui elle est. Agathe confirme ce mensonge en déclarant aux gendarmes qu'elle est effectivement montée sans qu'il s'en aperçoive. Ils obligent toutefois la jeune fille à les accompagner à la brigade pour vérifier son identité mais sitôt en selle derrière l'un d'eux, elle saute en marche et s'enfuit dans un bois où elle parvient à les semer.
7. Pour finir de traverser le bois, c'est en calèche qu'elle trouve place, auprès d'un baron, veuf et poète, qui la présente à l'ami de sa défunte épouse, un oiseau à qui il a rendu la liberté et qu'il vient saluer chaque jour. Ils arrivent à destination, une station-service où son cheval peut étonnamment trouver de l'avoine fraîche (l'enseigne "Mobil" représente un cheval ailé). 
8. Au bar-restaurant, elle fait la connaissance d'Édouard, un bel homme en costume de gala incongru qu'elle hésite à suivre mais qui la fait fléchir en lui adressant cette remarque : "Ce n'est pas l'homme qu'il faut juger... c'est la voiture", puis en lui désignant sa Corvette. 
Ils roulent à travers une forêt lugubre, Édouard entretenant sciemment un climat d'angoisse. Ses propos pourtant inquiétants n'alarment pas Agathe qui, après une panne de moteur bien trop fortuite pour être vraie, le suit jusqu'à un splendide château qui se trouve être la propriété de famille de l'homme étrange. Il se vante de ses assassinats de jeunes filles durant le dîner avant de se rétracter puis se saisit sournoisement du poignard d'une panoplie murale et tente d'en frapper Agathe. C'est alors que la mère du possédé intervient et qu'elle lui enjoint (en le vouvoyant : « Vous avez assez joué aujourd'hui ») de monter dans se chambre. Se soumettant à son autorité souveraine, il s'incline piteusement. La châtelaine rassure la jeune fille et l'invite à passer la nuit sous son toit. Mais, rassemblant ses affaires, elle dégage son poignet de la main de cette femme qui essaie de la retenir à tout prix et s'écrie: "Ce n'est pas Édouard qui me fait peur, c'est vous !", avant de s'enfuir et d'errer dans les bois jusqu'à une prairie où elle s'endort.
9. Recueillie dans la nuit par deux bergers, elle les retrouvent le lendemain (deuxième petit matin) autour d'un verre de lait et les quitte avec un bref: "Merci, Monsieur, au revoir". Suivant une ligne de chemin de fer, le conducteur d'une locomotive lui indique la route vers le Sud et après un passage à niveau, elle croise la route de Rameau, un brave homme rapiat et quelque peu calculateur mais qui la réconforte après les frayeurs de la nuit précédente. Il la conduit à Valence et la présente à son amie, Gabrielle, la patronne d'un petit bar. Bien qu'un peu surprise, celle-ci ne lui tient pas rigueur d'amener chez elle une fille jeune et jolie car elle tient à conserver l'amour de cet homme pourtant banal mais fidèle, et c'est conjointement qu'ils mettent au lit une Agathe exténuée qui s'est endormie à table.
10. Sans transition (et du fait, ce qui élude le troisième petit matin), on retrouve Agathe, un caniche dans les bras, à l'arrière d'une voiture conduite par un fringant jeune homme accompagné d'une jeune femme souriante.  À l'occasion d'un arrêt, cette dernière s'éloigne suivie bientôt du jeune homme qu'on n'entendra jamais prononcer un seul mot. Mais la pause s'éternisant, Agathe part à leur recherche et les retrouve derrière un buisson –le gros plan sur son visage indiquant clairement ce qu'ils sont en train de faire. Arrivés à Aix-en-Provence, le jeune homme débarque les deux passagères, à la stupéfaction d'Agathe qui les croyait mariés, et repart avec son chien sur le sentier de la guerre. 
11. Deux scootéristes en blouson noir, façon Marlon Brando dans "l'Équipée Sauvage" s'arrêtent devant elles et les interrogent sur leur destination. Ce sera un hôtel bon marché pour la jeune femme, ce que le premier accepte volontiers mais seulement "la Côte" pour Agathe, condition ferme et restrictive que le second accepte néanmoins. Après un brin de conduite à tombeau ouvert, le garçon arrête sa machine dans un endroit désert et essaie d'abuser de la jeune fille qui se débat et fuit en appelant au secours, telle Coré pourchassée par Hadès, à travers la garrigue.
12. Au volant de sa 4CV, un jeune homme avec toutes les apparences du fils de bonne famille la sauve in extremis. "Si c'était le Prince Charmant ?", l'entendons-nous penser. Après un échange de fausses mais élégantes courtoisies, il est patent que le courant passe plutôt bien entre eux. Il lui propose une chambre, à Cassis : la sienne, en l'occurrence. 
Arrivés en ville puis dans sa chambre et après un inventaire des brosses que son père fabrique et qu'il est chargé de vendre, les deux tourtereaux passent la nuit en amoureux. 
Au troisième petit matin (le matin du quatrième jour, en réalité) ils sortent discrètement de la chambre (le jeune homme craignant la sanction de sa logeuse), et vont prendre un verre à une terrasse du port. S'absentant pour téléphoner, Jean-Claude ne réapparait toujours pas. Le serveur lui indique qu'il est parti. Elle se croit abandonnée et cherche le chemin de la plage où elle trouve une barque dans laquelle elle s'allonge. Mais Jean-Claude était seulement parti chercher son auto et retrouve Agathe sur la plage. Il lui annonce qu'il est missionné par son père pour aller commercialiser ses brosses à Lille, dans le Nord. Déception d'Agathe : "Mais le soleil ?" demande t-elle. "Je crois qu'il faut être deux pour bien le voir", lui répond-il. Tant pis, ils s'aiment de tout cœur et elle attendra son retour, au soleil de la Côte d'Azur, ce soleil qu'elle a tant appelé de ses vœux et qu'elle a enfin trouvé.   

## Fiche technique
- Titre : Les Petits Matins ou Mademoiselle Stop
- Réalisation : Jacqueline Audry
- Scénario : Stella Kersová
- Adaptation et dialogues : Pierre Laroche et Pierre Pelegri
- Assistant réalisateur : Simon Abehsera, Pierre Pelegri, Henri Toulout
- Musique : Georges Van Parys (éditions Enoch et Fortin)
- Chanson de Charles Aznavour et Georges Garvarentz Les Petits Matins (éditions French-Music)
- Images : Robert Lefebvre
- Opérateur : Roger Delpuech, assisté de Valéry Ivanov et Gaston Muller
- Son : Jacques Gallois, assisté de Paul Durand (recorder)
- Perchman : Lucien Moreau
- Montage : Suzanne de Troeye, assistée de Claire Giniewski
- Décors : Frédéric de Pasquale
- Script-girl : Lucile Costa, Andrée François
- Maquillage : Pierre Berroyer
- Electricien : Antonin Lacoste
- Régisseur : Paul Dufour, Michel Gauthier
- Régisseur extérieur : Jean Catala, Jean Beylieu
- Attaché de presse : Richard Balducci
- Photographe de plateau : Jean-Louis Castelli
- Production : Paris-Élysées-Films, Les Films Metzger et Woog
- Directeur de production : Eugène Tucherer
- Administrateur de production : Michel Tucherer
- Administrateur comptable : Jacqueline Oblin
- Secrétaire de production : Marie-Laurence Croiziers de Lacvivier
- Distribution : Société Nouvelle des Etablissements Gaumont
- Avec le concours de l'aéroport d'Orly
- Enregistrement Western Electric
- Tournage : Paris Studios-Cinéma
- Tirage : Laboratoire G.T.C Joinville
- Durée : 95 minutes
- Genre : Comédie
- Date de sortie : 16 mars 1962 (France)

## Distribution
- Agathe Aems : Agathe, la jeune auto-stoppeuse belge.
- Arletty : Gabrielle, maîtresse de Rameau et patronne de l'hôtel.
- Gilbert Bécaud : le pilote d'Air France, en Ford Thunderbird.
- Francis Blanche : le douanier belge.
- Bernard Blier : M. Rameau, le provincial en 2 CV Citroën.
- Pierre Brasseur : Achille Pipermint, l'homme d'affaires radin à Orly.
- Jean-Claude Brialy : Jean-Claude, le marchand de brosses en 4CV Renault.
- Darry Cowl : le journaliste sportif au parapluie.
- Fernand Gravey : l'homme à la limousine anglaise, une Bentley Mark VI.
- Daniel Gélin : le comédien en coupé Simca Aronde, qui répète Cyrano.
- Robert Hossein : Édouard, le psychopathe en Chevrolet Corvette.
- Michel Le Royer : le champion de tennis en Fiat 120 cabriolet.
- Pierre Mondy : André, le manager de Bobby, en Fiat 508 Ballila de 1933.
- Noël-Noël : le baron conduisant sa calèche.
- Andréa Parisy : l'auto-stoppeuse qui flirte avec le champion de tennis.
- François Périer : l'homme de 40 ans en Cadillac Eldorado cabriolet de 1950.
- Claude Rich : l'homme de 30 ans.
- Lino Ventura : Paul, le chauffeur de car Citroën.
- Joe Davray : un motard.
- Philippe Clair : un motard.
- Roger Coggio : Bobby le boxeur.
- Huguette Duflos : la mère d'Édouard.
- Yves Gabrielli : le camionneur.
- Jean Parédès : le maître d'hôtel de chez Maxim's.
- Christian Pezey : le scootériste, en vacances.
- Pierre Repp : le conducteur bègue en Renault Dauphine qui défie Paul.
- Véra Valmont : la barmaid.
- Maurice Auzel : le boxeur qui affronte Bobby.
- Henri Attal : un spectateur à la boxe (non crédité).
- Dominique Zardi : un spectateur à la boxe (non crédité).
- Claude Caroll : la serveuse au restauroute (non créditée).
- André Badin : le satyre (n'apparait pas dans les copies actuellement visibles).

## Autour du film
- Ne pas confondre avec Le Petit Matin de Jean-Gabriel Albicocco en 1971.
- Ne pas confondre avec Les Petits Matins de Jérôme Peyrat et Nathalie Kosciusko-Morizet publié aux Éditions Ramsay en 2001.